# Тарасівка (Скадовський район)
Тара́сівка — село в Україні, у Скадовській міській громаді Скадовського району Херсонської області.

## Географія
Село Тарасівка розташоване на березі Джарилгацької затоки за 28 кілометрів на схід від районного центру та за 20 кілометрів від автошляху Скадовськ-Нова Каховка. Населення 1114 осіб.

## Історія
Поблизу села археологами знайдено кургани та рештки стоянок епохи неоліту, що датовані V — ІІІ тис. до н.е та досліджено кургани з останками поховань скіфів (VI—III ст. до н. е.).
Тарасівка заснована на початку XX століття, як невеличкий хутір. Радянську владу встановлено в січні 1918 року. В 1921 році сюди переселилася частина жителів з села Чалбаси (нині Виноградове) Олешківського району та інші з населених пунктів. У цьому ж році почала діяти початкова школа. 1931 року відкрилася семирічна школа.
На фронтах Німецько-радянської війни захищали наш край 259 мешканців села, з них 206 нагороджені бойовими медалями та орденами. На честь 176 загиблих воїнів-односельців споруджено меморіальний комплекс і посаджено алею пам'яті людської
Відповідно до Розпорядження Кабінету Міністрів України від 12 червня 2020 року № 726-р «Про визначення адміністративних центрів та затвердження територій територіальних громад Херсонської області» увійшло до складу Скадовської міської громади.

### Російське вторгнення в Україну (з 2022)
24 лютого 2022 року село тимчасово окуповане російськими військами під час російсько-української війни.
Загинули в боях за село
- Ковалевський Олег Станіславович (1975-2022) — головний сержант Збройних сил України, відзначився у ході російського вторгнення в Україну.
- Іванов Геннадій Валентинович (1973-2022) — штаб-сержант Збройних сил України, відзначився у ході російського вторгнення в Україну.

## Населення
Згідно з переписом УРСР 1989 року чисельність наявного населення села становила 1148 осіб, з яких 543 чоловіки та 605 жінок.
За переписом населення України 2001 року в селі мешкало 1114 осіб.

### Мовний склад
Рідна мова населення за даними перепису 2001 року:
| Мова       | Чисельність, осіб | Доля     |
| ---------- | ----------------- | -------- |
| Українська | 1 001             | 89,86 %  |
| Російська  | 90                | 8,08 %   |
| Інше       | 23                | 2,06 %   |
| Разом      | 1 114             | 100,00 % |

## Інфраструктура
У селі діє Тарасівська загальноосвітня школа І-III ступенів, в якій 19 вчителів навчають 148 учнів. В.о. директора школи — Ганоцька Наталя Василівна.
Функціонує будинок культури, торговий центр.
У селі є парафії Святого Василія Великого УГКЦ.

## Економіка
На території Тарасівки розміщена центральна садиба «Івашківський інкубатор», яка спеціалізується на виробництві рису, зернових культур, соняшнику, багаторічних трав.
У селі діють підприємства: сільськогосподарський кооператив «Зоря», приватне підприємство «Дарина», селянські (фермерські) господарства «Любов», «Свиридова», «Гарант» та інші.